# اسفالریت
بلندروی یا اسفالریت (ZnS) یکی از کانی‌های طبیعی بوده و سنگ معدن اصلی روی است که معمولاً با مقداری آهن همراه‌است.
مارماتیت  (به انگلیسی: Marmatite) نام محلی در مارماتو در کلمبیا است. از نظر ژیزمان بلور - آگرگات دانه‌ای خاکی - توده‌ای تقریباْ فراوان است و بیشتر در بهترین کریستال در یوگسلاوی، آلمان شرقی، چک اسلواکی، ایتالیا، رومانی و بریتانیای کبیر یافت می‌شود.